# Lauriana
Lauriana – australijski jacht motorowo-żaglowy wodowany w 1938.  W okresie II wojny światowej służył w Royal Australian Navy (RAN) jako patrolowiec, a w późniejszym okresie, będąc pod kontrolą Royal Australian Air Force (RAAF), służył jako łódź ratownicza dla zestrzelonych pilotów (air sea rescue).

## Historia
Luksusowy, oceaniczny kecz „Lauriana” został zbudowany na zamówienie Billa Arnotta, założyciela i właściciela firmy Arnott's Biscuits.  Około 1933 Arnott zakupił okazyjnie drewno z którego po pięcioletnim okresie sezonowania został zbudowany jego jacht.  Statek został zaprojektowany przez  Archibalda Barbera i zbudowano go w sydneyskiej stoczni J. Hayes & Son.  Kadłub jachtu zbudowany jest z eukaliptusa Corymbia maculata (znanego popularnie jako spotted gum), pokład i kabiny skonstruowane są z drewna tekowego.  Jacht mierzy 66 stóp (20,11 m) długości i jak na swoje rozmiary jest bardzo ciężki w porównaniu ze współczesnymi konstrukcjami tego typu – waży ponad 60 ton, mniej, więcej dwa razy tyle co nowoczesny jacht 65-stopowy.  Jacht zarejestrowany był w Sydney (numer rejestracyjny 171246), jego pojemność rejestrowa netto wynosiła 54,06.
Dzielność morska jachtu określana jest jako znakomita.  Przy dużym zanurzeniu wynoszącym 3 metry, ciężko obciążony jacht (10 ton balastu, 6,5 tonowy silnik) jest bardzo stateczny.
Po wybuchu II wojny światowej jacht został włączony do RAN-u jako nieuzbrojony patrolowiec pełniący służbę w Sydney Harbor.  Jacht należał do ochotniczej organizacji Naval Auxiliary Patrol, a popularnie znanej jako „Hollywood Fleet”.  Należały do niej cywilne jachty, często bardzo luksusowe ochotniczo oddane przez ich właścicieli w ręce RAN-u.  W skład „hollywoodzkiej floty” wchodziły także takie jachty jak „Lolita” czy „Sea Mist”.  Marynarze NAP-u, popularnie zwani nappies (dosłownie – „pieluszki”) byli ochotnikami, zazwyczaj zdyskwalifikowanymi z normalnej służby czynnej z powodu wieku lub chorób.
Okręt był obecny w Sydney w nocy 31 maja 1942 w czasie japońskiego ataku.  Według oficjalnej historii RAN-u około godziny 22.52 z pokładu „Lauriany” dostrzeżono kiosk okrętu podwodnego.  Ponieważ „Lauriana” była nieuzbrojona, japoński okręt został przez nią tylko oświetlony reflektorem, jednocześnie przekazano wiadomość o jego odkryciu aldisem do stacji sygnałowej i przebywającego w pobliżu patrolowca „Yandra” którzy obrzucił nieprzyjacielski okręt podwodny bombami głębinowymi.  Według nieoficjalnych wspomnień z tego dnia, do „Lauriany” przypłynął na łódce „dobrze wstawiony pachnący rumem wędkarz” który narzekał, że peryskop okrętu podwodnego zerwał mu żyłkę.  Wiadomość o okręcie podwodnym została przekazana dalej, a ze stacji sygnałowej w której raczej w nią nie uwierzono odebrano odpowiedź „powiedzie mu aby bardziej rozcieńczał rum”.
W późniejszym czasie okręt został uzbrojony w pojedyncze działko Oerlikon 20 mm i bomby głębinowe, w tym czasie służył na wodach Papui-Nowej Gwinei jako „Naval Auxiliary Patrol Boat 502”. W 1943 okręt przybywał w okolicach Zatoki Milne, w tym czasie ja jego pokładzie wielokrotnie gościł generał Douglas MacArthur.  W końcowym okresie wojny jacht znajdował się pod dowództwem RAAF-u (ale z załogą RAN-u) i pełnił funkcję łodzi ratowniczej dla zestrzelonych pilotów (air sea rescue).
Po wojnie jacht został zwrócony właścicielowi po wcześniejszym remoncie który kosztował 12 tysięcy funtów.  W późniejszym czasie jacht kilkakrotnie zmieniał właściciela, w 1963 został zmodernizowany za cenę 200 tysięcy funtów. W czasie remontu zmieniono silnik stanowiący napęd jachtu, zainstalowano wówczas silnik wysokoprężny Gardner 6LS o mocy 175 KM.
W latach 1952–1964 „Lauriana” pełniła funkcję statku radiowego (radio relay ship) w organizowanym przez Cruising Yacht Club of Australia regat Sydney-Hobart.
W 1954 na pokładzie jachtu przybywała królowa Elżbieta II i książę Filip.
Obecnie (2012) jacht zarejestrowany jest w Port Adelaide (numer rejestracyjny 171241).